# Fate: The Winx Saga
Fate: The Winx Saga (bra: Fate: A Saga Winx) é uma série de televisão de drama adolescente e fantasia, baseada na animação da Nickelodeon Winx Club, criada por Iginio Straffi. É produzida pela Archery Pictures em associação com a Rainbow, um estúdio copropriedade de Straffi e da Paramount Global. Foi desenvolvida por Brian Young, que também atua como showrunner e produtor executivo ao lado de Kris Thykier. A série é estrelada por Abigail Cowen, Hannah van der Westhuysen, Precious Mustapha, Eliot Salt e Elisha Applebaum.
Iginio Straffi propôs pela primeira vez uma versão live-action de Winx Club em 2011, após a Viacom, dona da Nickelodeon, tornar-se coproprietária de seu estúdio e começou a financiar seus projetos. Antes de iniciar a produção do projeto, Straffi ganhou experiência com séries de televisão em live-action trabalhando como produtor de Club 57, da Nickelodeon. As filmagens de Fate eventualmente começaram em setembro de 2019, na Irlanda.
Segundo Straffi, a série é destinada a fãs "mais velhos" do desenho animado. Em uma entrevista em 2019, ele falou que a série é "bem mais ousada e sombria do que se pode imaginar". Fate é codirigido por Lisa James Larsson e Hannah Quinn com Brian Young como showrunner. No início da produção, os membros da equipe americana do desenho animado da Nickelodeon (incluindo a dubladora de Bloom, Molly Quinn) se reuniram com a equipe de produção de Fate e revisaram o roteiro do episódio piloto. Joanne Lee, da Rainbow, também supervisionou a série como produtora executiva. Fora essas contribuições, a equipe por trás de Fate é completamente nova na franquia Winx, tendo os roteiristas recrutados de séries adolescentes como The Vampire Diaries.
A série apresenta um elenco baseado nos personagens da animação. A primeira temporada de seis episódios estreou na Netflix em 22 de janeiro de 2021 e foi assistida por 57 milhões de assinantes nos primeiros 28 dias após o lançamento. Em fevereiro de 2021, a série foi renovada para uma segunda temporada, que estreou em 16 de setembro de 2022. Foi assistida por 49 milhões de horas seguidas e foi a número 1 em 76 países em seus dois primeiros dias de lançamento.
A série foi cancelada pela Netflix após duas temporadas. Em 1º de novembro de 2022, o showrunner da série, Brian Young, fez o anúncio no Instagram, dizendo: "Esta não é uma notícia divertida para compartilhar, mas a Netflix decidiu não dar continuidade com a terceira temporada de Fate: The Winx Saga". Young ainda destacou que está orgulhoso com o que foi desenvolvido e agradeceu a equipe e elenco pelo trabalho desenvolvido até então.
A história continuou na forma de uma série de graphic novels publicadas pela Mad Cave Studios, com o primeiro volume lançado em julho de 2024.

## Premissa
Bloom Peters, uma fada com poderes de fogo, se matricula em um internato mágico em Otherworld (Outro Mundo) chamado Alfea. Ela divide uma suíte com Stella, uma fada da luz; Aisha, uma fada da água; Terra, uma fada da terra; e Musa, uma fada da mente. Com a ajuda de suas amigas, Bloom começa a aprender mais sobre seu passado. Enquanto isso, criaturas antigas chamadas Burned Ones (Queimados) retornam ao Outro Mundo e ameaçam todos em Alfea.

## Elenco
| Ator/Atriz                | Personagem             | Aparição   | Aparição   |
| ------------------------- | ---------------------- | ---------- | ---------- |
| Abigail Cowen             | Bloom                  | Principal5 | Principal5 |
| Eliot Salt                | Terra                  | Principal5 | Principal5 |
| Hannah van der Westhuysen | Stella                 | Principal5 | Principal5 |
| Paulina Chávez            | Flora                  | Principal5 | Principal5 |
| Precious Mustapha         | Aisha                  | Principal5 | Principal5 |
| Elisha Applebaum          | Musa                   | Principal5 | Principal5 |
| Danny Griffin             | Sky                    | Regular    | Regular    |
| Freddie Thorp             | Riven                  | Regular    | Regular    |
| Sadie Soverall            | Beatrix                | Regular    | Regular    |
| Theo Graham               | Dane                   | Regular    | Regular    |
| Jacob Dudman              | Sam Harvey             | Regular    | Regular    |
| Eve Best                  | Diretora Farah Dowling | Regular    | Regular    |
| Robert James-Collier      | Diretor Saul Silva     | Regular    | Regular    |
| Lesley Sharp              | Diretora Rosalind      | Regular    | Ausente    |
| Miranda Richardson        | Diretora Rosalind      | Ausente    | Regular    |

### Recorrente
- Eva Birthistle como Vanessa Peters (1ª temporada; imagens de arquivo na 2ª temporada), esposa de Mike e mãe adotiva de Bloom. Por causa de um incidente em que Bloom perdeu o controle sobre seus poderes, ela está coberta de cicatrizes de queimaduras.
- Josh Cowdery como Mike Peters (1ª temporada; imagens de arquivo na 2ª temporada), marido de Vanessa e pai adotivo de Bloom. Como Vanessa, ele não sabe que Bloom é uma fada e não sua filha real.
- Alex Macqueen (1ª temporada) / Daniel Betts (2ª temporada) como Professor Benjamin "Ben" Harvey, professor de botânica e trabalhador da estufa em Alfea, o pai de Terra e Sam.
- Leah Minto como Kat, uma Especialista e interesse amoroso de Terra.
- Kate Fleetwood como Rainha Luna, a autoritária Rainha de Solaria e mãe de Stella
- Harry Michell como Callum Hunter (1ª temporada), assistente de Dowling
- Pom Boyd como Doris (1ª temporada), a senhora do jantar em Alfea
- Sarah Jane Seymour como Noura, uma Especialista morta por um Queimado
- Ken Duken como Andreas, célebre herói de guerra, pai de Sky e pai adotivo de Beatrix.
- Éanna Hardwicke como Sebastian Valtor, ex-Especialista graduado em Alfea, líder dos Bruxos de Sangue e vilão da segunda temporada.
- Brandon Grace como Grey, um especialista infiltrado que se revela um Bruxo de Sangue, interesse amoroso de Aisha.
- Sean Sagar como Marco, um dos garotos fadas do ar mais habilidosos de Alfea, que após se graduar, vira professor.
- Jayden Revi como Devin (2ª temporada), um garoto fada da mente que é atacado por Raspadores
- JJ Battell como Luke (2ª temporada), um Especialista
- Shameem Ahmad como Bavani Selvarajah (2ª temporada), comandante do Exército Real de Solaria

## Episódios

### Resumo
| Temporada | Temporada | Episódios | Episódios | Originalmente lançado  |
| --------- | --------- | --------- | --------- | ---------------------- |
|           | 1         | 6         | 6         | 22 de janeiro de 2021  |
|           | 2         | 7         | 7         | 16 de setembro de 2022 |

### 1.ª Temporada (2021)
| N.º na série | N.º na temp. | Título (no Brasil)                                | Dirigido por       | Escrito por                                             | Lançamento            |
| --- | ------------ | ------------------------------------------------- | ------------------ | ------------------------------------------------------- | --------------------- |
| 1 | 1            | "To the Waters and the Wild" "Outro Mundo"        | Lisa James Larsson | Brian Young                                             | 22 de janeiro de 2021 |
| Um fazendeiro sai para verificar seu rebanho. Ele encontra um morto e é atacado por uma entidade estranha. Bloom, uma fada do fogo da Terra, chega a Alfea, uma escola mágica de Fadas e Especialistas. Bloom conversa com Sky, porém, acaba correndo dele, pois ela precisava se encontrar com Stella, sua mentora, para um passeio no campus. Bloom, então, conhece suas colegas de quarto Aisha, Terra e Musa. Os pais de Bloom são humanos e não sabem sobre Alfea e que Bloom é uma fada. Na festa de orientação, Bloom vai para a floresta sozinha para praticar sua magia, mas depois perde o controle. Aisha encontra Bloom e a salva das chamas. Vendo o poder de Bloom, Aisha teoriza que Bloom poderia ser um trocada. Perturbada por este fato, Bloom sai para seu quarto, onde encontra Stella. Stella dá a Bloom seu anel, que pode transferir Bloom para o Primeiro Mundo. Bloom então volta para a Terra e tem uma ligação com seus pais. Ao retornar ao portal, ela é atacada pelo Queimado. Bloom é então resgatada pela diretora Dowling, Aisha, Terra e Musa, mas ela perde o anel de Stella. |              |                                                   |                    |                                                         |                       |
| 2 | 2            | "No Strangers Here" "É só liberar a mente"        | Lisa James Larsson | Speed Weed                                              | 22 de janeiro de 2021 |
| Bloom pergunta a Dowling se ela é uma trocada e Dowling diz a ela que ela não conhece seus pais biológicos, mas não fornece respostas adicionais, frustrando Bloom. Quando Stella fica sabendo que Bloom perdeu seu anel, ela manipula Bloom, Terra e Sky para ajudá-la a encontrá-lo. Riven se apaixona por uma nova estudante misteriosa chamada Beatrix e juntos fazem planos de entrar furtivamente no escritório de Dowling para descobrir o que ela está escondendo. Enquanto isso, Silva é ferido pelo Queimado enquanto tenta capturá-lo. Bloom e seus amigos encontram Silva ferido fora da barreira e Terra tenta tratá-lo. Bloom ouve vozes em sua cabeça e corre atrás do Queimado. Bloom e Aisha desmaiam, permitindo que Bloom pegue o anel de volta. Terra traz Silva ferido e Beatrix diz a Dowling que ele foi atacado pelo Queimado. Assim que Dowling sai, Beatrix procura e encontra uma sala secreta no escritório de Dowling. |              |                                                   |                    |                                                         |                       |
| 3 | 3            | "Heavy Mortal Hopes" "Falsas esperanças"          | Hannah Quinn       | Victoria Bata                                           | 22 de janeiro de 2021 |
| Bloom sonha com uma mulher dizendo a ela para procurá-la. Ela acredita que a mulher é a fada que a deixou na Terra. Em Alfea, Bloom encontra uma foto daquela mulher e confronta Dowling sobre isso. Dowling diz a ela que a mulher é Rosalind, que foi a mentora de Dowling e agora está morta e que ela não sabe como está envolvida com Bloom. Na festa dos Especialistas, Bloom fica sabendo por Riven que Stella cegou sua melhor amiga no ano passado depois que ela flertou com Sky. Sky não nega, o que assusta Bloom. Enquanto isso, a condição de Silva piora mesmo depois que o Queimado é morto, o que implica que há mais. Bloom e suas amigas lutam contra o Queimado juntas até que Dowling chega para acabar com ele. Elas voltam para descobrir se Silva está se curando. Beatrix entra na passagem secreta no quarto de Dowling usando o assistente de Dowling para acionar a armadilha que o deixa ferido. Beatrix o mata para cobrir seus rastros depois que ela não consegue acessar um quarto escondido. No final do episódio, é revelado que Rosalind está sendo mantida em cativeiro na sala que Beatrix tentou acessar.                                                                                          |              |                                                   |                    |                                                         |                       |
| 4 | 4            | "Some Wrecked Angel" "Assassino na escola"        | Hannah Quinn       | Niceole R. Levy                                         | 22 de janeiro de 2021 |
| A Rainha Luna chega a Alfea para fazer um discurso. Ela não está feliz com o progresso de Stella e decide tirar Stella da escola contra a vontade de Dowling. Enquanto isso, Dowling começa a investigar a morte de Callum. Bloom fica sabendo disso por meio de Aisha e começa a procurar informações ocultas na escola com a ajuda de Beatrix. As duas encontram uma sala de guerra com um mapa que tem Aster Dell marcado nele. Beatrix leva Bloom para Aster Dell e diz que crimes de guerra foram cometidos lá, enquanto ela afirma que Dowling e seus aliados o destruíram para matar os Queimados que estavam lá sem se preocupar com danos colaterais. Ela afirma que isso aconteceu dois dias antes do aniversário de Bloom, o que faz com que Bloom suspeite que seus pais biológicos foram assassinados em Aster Dell. Beatrix então diz a Bloom que Rosalind é uma aliada que ainda está viva e sendo mantida em cativeiro por Dowling. Antes que Bloom possa obter mais informações, Dowling chega e detém Beatrix. Quando questionada por que eles estavam lá, Bloom mente para Dowling e diz a ela que foi um passeio. |              |                                                   |                    |                                                         |                       |
| 5 | 5            | "Wither Into the Truth" "Seja qual for a verdade" | Stephen Woolfenden | História por : Sarah Hooper Roteiro por : Victoria Bata | 22 de janeiro de 2021 |
| Beatrix é presa em Alfea. Dane e Bloom planejam a fuga de Beatrix. Enquanto isso, Sky foi encarregado por Dowling e Silva de espionar Bloom. Bloom secretamente visita Beatrix com a ajuda de Dane, e Beatrix oferece a ela acesso a Rosalind se ela for libertada. Stella voltou para Alfea. Musa, Terra e Stella planejam uma maneira de ajudar Bloom sem ajudar Beatrix para desgosto de Aisha. Sky pega Bloom conjurando magia no círculo de pedra para ajudar a libertar Beatrix. Sky a confronta e conta a verdade sobre sua espionagem. Ele quer que eles confiem um no outro. Eles se beijam e Bloom o droga para deixá-lo inconsciente. Um batalhão chama para revelar que muitos Queimados estão a caminho. Bloom confronta Dowling sobre Aster Dell. Dowling diz que Rosalind os enganou para destruí-lo e é por isso que ela está sendo mantida em cativeiro. Terra e Musa ajudam a libertar Beatrix e juntos descem ao porão com Bloom e Stella para libertar Rosalind. Stella usa Beatrix para acionar a armadilha, imobilizando-a. Elas libertam Rosalind enquanto os outros se preparam para lutar contra os Queimados.                                                                                                   |              |                                                   |                    |                                                         |                       |
| 6 | 6            | "A Fanatic Heart" "Um coração fanático"           | Stephen Woolfenden | Brian Young                                             | 22 de janeiro de 2021 |
| Rosalind diz a Bloom que Aster Dell estava cheio de Bruxas de Sangue e que os pais biológicos de Bloom ainda estão vivos. Ela também revela que os queimados estão mirando em Bloom por seus poderes. Os Queimados se aproximam perigosamente. Rosalind tenta ativar todo o poder de Bloom, mas então Bloom percebe que está sendo usada. Ela vai ajudar Alfea afastando os Queimados. Ela é recebida por Sky e os dois se beijam antes que ela enfrente os Queimados, liberando seu poder total e destruindo todos eles. Bloom e suas colegas de quarto voltam para a Terra, onde ela revela tudo para seus pais adotivos. Enquanto isso, Silva revela a Sky que ele teve que matar Andreas por ficar do lado de Rosalind enquanto Rosalind escapa ao lado de Beatrix, Dane e Riven. Os Solarianos finalmente chegam com a Rainha Luna e Andreas para a surpresa de todos. Eles prendem Silva pela tentativa de homicídio de Andreas. Rosalind e Dowling se enfrentam na floresta. Rosalind diz a Dowling que a Chama do Dragão, um antigo poder mágico, queima dentro de Bloom e que foi usado contra os Queimados que eram soldados em uma antiga guerra. Rosalind então aparentemente mata Dowling. Rosalind e Andreas assumem Alfea. |              |                                                   |                    |                                                         |                       |

### 2.ª Temporada (2022)
| N.º na série | N.º na temp. | Título (no Brasil)                                                | Dirigido por      | Escrito por          | Exibição original      |
| --- | ------------ | ----------------------------------------------------------------- | ----------------- | -------------------- | ---------------------- |
| 7 | 1            | "Low-Flying Panic Attack" "Plano arriscado"                       | Ed Bazalgette     | Brian Young          | 16 de setembro de 2022 |
| Irritadas com o novo regime de Rosalind em Alfea, Bloom e suas amigas bolam um plano arriscado para libertar Silva. Aisha conhece alguém. Sky tenta digerir os acontecimentos. |              |                                                                   |                   |                      |                        |
| 8 | 2            | "Taken by the Wind" "A aluna nova"                                | Ed Bazalgette     | Victoria Bata        | 16 de setembro de 2022 |
| Uma nova aluna surpreende Terra, que está investigando o que aconteceu com Devin. Sky conta a Bloom sobre sua infância durante um passeio fora da escola. |              |                                                                   |                   |                      |                        |
| 9 | 3            | "Your Newfound Popularity" "Popularidade"                         | Sallie Aprahamian | Amanda Rosenberg     | 16 de setembro de 2022 |
| A escola se prepara para o banquete dos ex-alunos, onde Stella está determinada a expor a verdadeira natureza de Rosalind. O grupo planeja invadir a ala leste para descobrir o que está acontecendo. Rosalind convida Bloom para o jantar VIP planejando exibi-la. O tio de Stella fica bêbado. Stella confronta a reunião, mas Rosalind revela que as fadas estão sendo atacadas por criaturas mais sombrias e roubando sua forte magia. Sam luta para se controlar, planejando atacar Rosalind diretamente. Aisha se arrisca com um garoto. Sam e seu pai finalmente deixam Alfea, incapazes de lidar com Rosalind e seus projetos sinistros ambíguos por mais tempo. |              |                                                                   |                   |                      |                        |
| 10 | 4            | "An Hour Before the Devil Fell" "Confronto perigoso"              | Ed Bazalgette     | Talia Gonzalez       | 16 de setembro de 2022 |
| Uma noite de festa em um bar na cidade é interrompida por notícias alarmantes sobre Beatrix, que foi sequestrada por um Bruxo de Sangue. Eventualmente, Sky, Riven e Musa tentam resgatar Beatrix. Musa é atacada e perde seus poderes antes de ser resgatada por Riven. A ajuda de Silva chega, mas Andreas está possuído por um Bruxo de Sangue e Sky deve matá-lo para salvar a vida de Silva. Bloom descobre que o Bruxo de Sangue não é outro senão Sebastian e o confronta. |              |                                                                   |                   |                      |                        |
| 11 | 5            | "Are You a Good Witch or a Bad Witch?" "Você é do bem ou do mal?" | Sallie Aprahamian | Vanessa James Benton | 16 de setembro de 2022 |
| Terra se assume lésbica para suas amigas. O grupo tenta usar um cristal para restaurar a magia de fada mental de Musa por completo. Elas falham porque ela está feliz por estar livre de ouvir as mentes das pessoas. Bloom faz uma barganha arriscada com Sebastian em troca de informações surpreendentes. Sebastian diz a Bloom que Rosalind matou Farah Dowling. Bloom retorna a Alfea e é confrontada por Rosalind. Rosalind a ataca, mas Bloom fica furiosa e consegue acabar com os futuros planos sinistros da diretora, explorando os poderes ardentes e cósmicos da inextinguível Chama do Dragão do lendário Grande Dragão. |              |                                                                   |                   |                      |                        |
| 12 | 6            | "Poor Unfortunate Souls" "Pobres almas infelizes"                 | David Moore       | Shaina Fewell        | 16 de setembro de 2022 |
| Bloom é julgada por matar Rosalind. A Rainha Luna culpa Sebastian e os Bruxos de Sangue pela morte de Rosalind e declara guerra a eles como resultado. A fim de estabelecer uma alegação de legítima defesa, Flora e Terra tentam encontrar o corpo de Farah Dowling sem sucesso; Luna sentencia Bloom à estase por 20 anos como punição e elogia Stella por avisá-la sobre o perigo potencial que Bloom representava. Enojada com sua mãe, Stella deixa claro que ela escolherá suas amigas em vez de sua família se as coisas chegarem a esse ponto. Enquanto os Especialistas invadem sem sucesso o esconderijo de Sebastian, Aisha descobre que Gray é na verdade um Bruxo de Sangue, algo que ele não nega; com a guerra declarada contra os Bruxos de Sangue, Gray concorda em ajudar Sebastian. Uma planta recuperada do cemitério prova conter a essência espiritual de Dowling, ela volta, libera Bloom e dá a suas alunas uma lição sobre como desbloquear seus verdadeiros poderes e alcançar uma transformação mais avançada e altamente evoluída. Depois de dar alguns conselhos finais a Bloom, o espírito de Dowling desaparece para sempre. Com a ajuda de Beatrix, Sebastian e os Bruxos de Sangue conseguem invadir Alfea. |              |                                                                   |                   |                      |                        |
| 13 | 7            | "All the Wild Witches" "Todos os bruxos"                          | David Moore       | Gregory Locklear     | 16 de setembro de 2022 |
| Sebastian e os Bruxos de Sangue invadem a escola, capturando várias fadas e drenando-as de sua magia e colocando muitos dos Especialistas sob seu controle. No entanto, Beatrix ajuda Musa a escapar. Em troca da ajuda de Beatrix, Sebastian lhe dá informações sobre sua família, revelando que ela tinha duas irmãs em Aster Dell. Beatrix descobre que Sebastian precisa da Chama do Dragão para abrir um portal para o Reino das Trevas, onde ele pedirá a uma entidade conhecida como Sombra para ressuscitar todos os mortos em Aster Dell; como isso também poderia destruir o Outro Mundo, Beatrix avisa a Stella. Enquanto Saul e seus homens tentam retomar a escola, Sebastian usa Sky como refém para forçar Bloom a lhe dar a Chama do Dragão, mas não antes de revelar que Bloom nasceu há mil anos durante uma antiga guerra. A mãe biológica de Bloom também tinha a poderosa Chama do Dragão, mas perdeu o controle dela, matando milhares de pessoas. Por pura culpa e remorso, ela colocou Bloom em estase e se baniu para o Reino das Trevas. Flora se injeta com veneno e atrai os Raspadores para se livrar deles; enquanto ela sobrevive, ela fica com uma ferida de mordida não curada. Gray revela que seu irmão foi morto na cidade de Aster Dell e quer que ele volte para sair das expectativas de seus pais. Beatrix mata Sky para impedir a transferência de grande poder mágico. Gray é capaz de reviver Sky, mas Sebastian mata Beatrix em retaliação. |              |                                                                   |                   |                      |                        |

## Produção

### 1.ª Temporada

#### Desenvolvimento
A ideia de uma adaptação live-action de Winx Club surgiu em 2011. O criador de Winx Club, Iginio Straffi, propôs pela primeira vez uma versão com pessoas reais em maio de 2011, vários meses depois, a Viacom, dona da Nickelodeon, se tornou coproprietária de seu estúdio Rainbow e começou a financiar seus projetos. No Ischia Global Fest em 2013, Straffi afirmou que ainda estava planejando uma produção "com as Winx em carne e osso, interpretadas por atrizes reais. Mais cedo ou mais tarde isso vai acontecer." Straffi só havia trabalhado em produções de animação na época, então ele mudou seu foco para o live-action, atuando como produtor na série live-action da Nickelodeon Club 57.
Em fevereiro de 2016, Iginio Straffi mencionou que um protótipo de filme live-action estava sendo considerado em parceria com a Hollywood Gang Productions, mas o projeto nunca foi adiante. Em março de 2018, a ideia foi revisitada como uma série de televisão após a Netflix encomendar uma versão para o público jovem-adulto em seu serviço de streaming. Straffi estava envolvido nas etapas iniciais de planejamento e recusou uma sugestão da Netflix de que os personagens masculinos recebessem papéis maiores.
Após a elaboração do roteiro do episódio piloto, membros da equipe americana da Nickelodeon que trabalhavam no desenho animado, incluindo Molly Quinn, dubladora de Bloom, viajaram para se encontrar com a equipe de produção de Fate e revisar o roteiro. Francesco Artibani, um dos roteiristas italianos da versão animada, também foi chamado para avaliar a história. Joanne Lee, da Rainbow, supervisionou a primeira temporada como produtora executiva.
Os roteiristas de Fate são inteiramente novos na franquia Winx, sendo eles recrutados de dramas adolescentes como The Vampire Diaries. Brian Young, que trabalhou em sete temporadas de The Vampire Diaries, é o criador e showrunner de Fate: The Winx Saga. Em uma entrevista ao The Guardian, Young explicou sua decisão de "abandonar o visual" das fadas do desenho animado, conhecidas pelos olhos grandes e roupas brilhantes. Ele afirmou: "Olha, eu sou um grande fã de mangá e anime... mas ninguém se parece com aquilo." Alguns episódios da primeira temporada foram dirigidos por Lisa James Larsson e Hannah Quinn.
Em 18 de fevereiro de 2021, a Netflix renovou a série para uma segunda temporada.

#### Seleção de elenco
As audições para o elenco foram realizadas em agosto de 2019. Em setembro do mesmo ano, foi anunciado que Abigail Cowen protagonizaria a série como Bloom. "Bloom é uma fada do fogo que cresceu no Primeiro Mundo, então ela não foi criada no Outro Mundo. E ela descobre, meio que por acidente, que tem esses poderes", disse Cowen.
Hannah van der Westhuysen, que interpreta Stella, revelou: "Stella é uma garota muito complexa. Ela parece ser de uma certa forma, mas na verdade ela é muito mais doce e tem muitas barreiras que precisam ser quebradas." Precious Mustapha, que interpreta Aisha, disse: "Aisha é uma fada da água. Desde o início, ela parece ser bastante confiante com seus poderes. Mas, por ser uma perfeccionista, ela acha que isso não é bom o suficiente. Ela sempre quer estar se desenvolvendo."
Eliot Salt, que interpreta Terra, acrescentou: "O poder de Terra é todo baseado em plantas. Ela faz as coisas crescerem e manda elas atrás das pessoas. Ela é a mais receptiva e acolhedora de todas. Ela adora isso. Gosta de conhecer pessoas novas. Acaba se entregando demais."
Elisha Applebaum, que interpreta Musa, disse: "Musa é uma empática. O poder dela é sentir as emoções de todos, seja da natureza ou de qualquer coisa ao redor. Ela é muito aberta e sincera, mas também não é honesta consigo mesma e está tentando aprender a mudar isso."
Danny Griffin, Sadie Soverall, Freddie Thorp, Eve Best e Robert James-Collier foram escalados para interpretar Sky, Beatrix, Riven, Farah Dowling e Saul Silva na série.

#### Filmagens

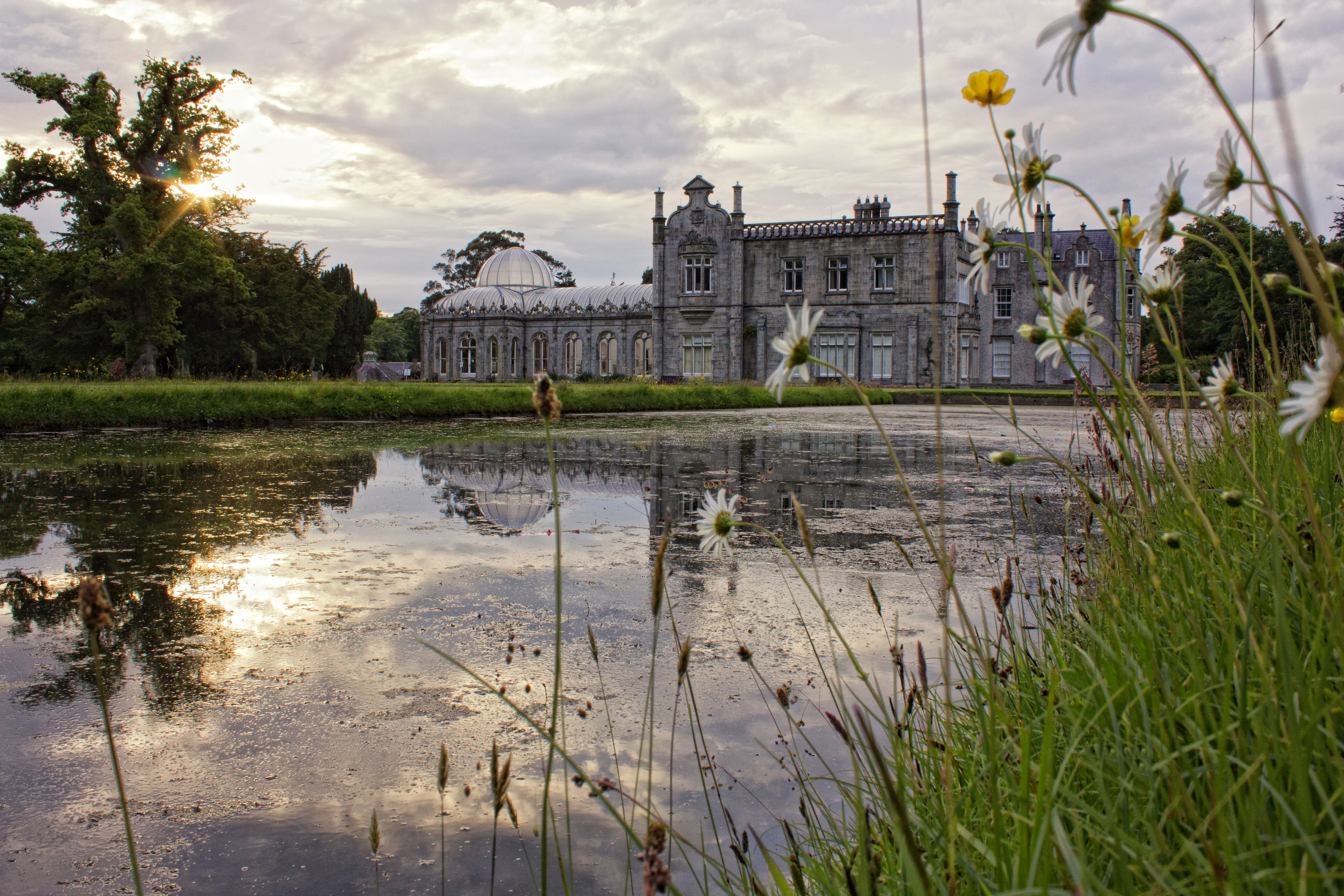
O Alfea College foi filmado na Killruddery House

As filmagens da série começaram no Condado de Wicklow, Irlanda, em setembro de 2019 e terminaram em 13 de dezembro. Os principais locais de filmagem da primeira temporada incluíram a Killruddery House e Ardmore Studios, em Bray. Algumas cenas internas da série foram filmadas no Ashford Studios. Griffin, que interpreta Sky, disse: "A gente teve uma equipe de dublês incrível, que ensinava tudo bem devagar e foi bem tranquilo no começo. Mas sempre é uma luta, porque depois tinha que ser rápido e preciso". Cowen, que interpreta Bloom, disse: "Interpretar Bloom foi interessante. Acho que coloquei muita pressão em mim mesma porque sabia que muitas pessoas são fãs das Winx originais. Foi uma experiência tensa, mas empolgante e emocionante."
Westhuysen, que interpreta Stella, revelou: "Eu fiz diários, álbuns de recortes e coisas assim. É bem legal olhar para isso depois e vai ser super útil para as gravações da segunda temporada." Salt, que interpreta Terra, disse: "O que mais me chamou a atenção foi a variedade de coisas que todo mundo tem a chance de fazer na série, o que é bem raro na maioria dos papéis, mas especialmente quando se está interpretando mulheres jovens. A gente tem a oportunidade de fazer comédia, drama, ação e tantas outras coisas ao mesmo tempo, então isso foi o que realmente se destacou para mim." Mustapha, que interpreta Aisha, acrescentou: "Eu acho que o poder da amizade feminina foi algo que realmente me tocou, e eu pensei: 'Vai ser muito divertido fazer isso', porque não costumamos ver séries centradas em mulheres, e muito menos em cinco mulheres. Então, isso foi algo que eu fiquei realmente empolgada em fazer parte."

#### Efeitos
Os efeitos visuais foram feitos pela Cinesite Studios, empresa que já produziu várias séries e filmes do gênero de ficção científica. A FilmFX Ireland também se juntou aos efeitos visuais da série.

#### Música
A trilha sonora de Fate: The Winx Saga foi composta por Anne Nikitin, e a lista de reprodução oficial está disponível no Spotify, incluindo 33 canções de diversos artistas. A Netflix também lançou uma lista de reprodução para cada fada – Bloom's Fire Playlist, Stella's Light Playlist, Musa's Mind Playlist, Aisha's Water Playlist, Terra's Earth Playlist e Beatrix's Air Playlist – no Spotify.

### 2.ª Temporada

#### Desenvolvimento
Em 18 de fevereiro de 2021, a Netflix renovou a série para uma segunda temporada com oito episódios. "Os seis episódios da primeira temporada mal arranharam a superfície desse mundo incrivelmente rico e das poderosas fadas que o habitam. À medida que a história de Bloom continua a se desenvolver, estou ansioso para que vocês conheçam ainda mais sobre Aisha, Stella, Terra e Musa! E quem sabe quem mais pode aparecer em Alfea no próximo semestre..." disse o showrunner Brian Young. A segunda temporada, que consistiu em sete episódios, foi lançada em 16 de setembro de 2022.
Young revelou que o público pode esperar a presença de Isobel "Icy" Daniels e Darcy Daniels, duas integrantes do trio Trix, caso a série seja renovada para uma terceira temporada.
Young acrescentou: "O benefício de uma segunda temporada é que ela te dá a oportunidade de expandir o que fez a primeira temporada ser tão boa. Tivemos mais dias de gravação com a segunda unidade, mais efeitos visuais, mais de tudo, para ser bem sincero. Conseguimos caprichar nos efeitos visuais para fazer a série parecer a melhor versão possível de si mesma." O supervisor de efeitos visuais, David Houghton, disse: "Em tempos de COVID, é difícil reunir tantos figurantes como normalmente faríamos. Com a ajuda de efeitos visuais e algumas filmagens criativas, conseguimos preencher nosso mundo."
Sobre o momento em que Terra se assume, Salt disse: "Me disseram que isso ia acontecer bem cedo na primeira temporada, então eu sabia disso o tempo todo e mantive em segredo. Agora, mais do que nunca, é tão importante ver a alegria queer representada nas telas. Em um ambiente com tantas outras coisas acontecendo, foi bom poder deixar tudo isso de lado por um momento e dizer que isso é algo incrível." Young acrescentou: "Ter Terra não sendo uma personagem canônica da franquia nos deu um pouco mais de liberdade com ela na série. O público precisa ver as pessoas passando por dificuldades, se assumindo e depois tendo um grupo de amigos que as ama e as apoia. Isso me dá muita satisfação."

#### Seleção de elenco
Em 20 de julho de 2021, foi anunciado que Paulina Chávez, Brandon Grace e Éanna Hardwicke se juntariam à segunda temporada como Flora, Grey e Sebastian. Chávez disse: "Ela é uma pessoa que se importa muito com os outros, e é isso que a torna tão facilmente amável. Ela realmente domina o ambiente quando está nele, e foi algo que eu tive que aprender a fazer. Sou um pouco tímida." Ela lembrou ainda: "Eu lembro quando me anunciaram e teve um comentário tipo: 'Gente, ela é mexicana. A gente ganhou'." Chávez ainda disse: "Esta é uma grande vitória para a comunidade latina. Eu estou na Irlanda, tipo, que diabos?! Quem imaginaria que essa garota de El Paso estaria aqui? É legal pra caramba." Apesar da controvérsia de embranquecimento, Applebaum retornou como Musa.
Em 27 de julho de 2022, Miranda Richardson e Daniel Betts foram anunciados para substituir Lesley Sharp e Alex Macqueen como Rosalind Hale e Professor Benjamin "Ben" Harvey, respectivamente. Sharp não conseguiu retornar à série, pois tinha outros compromissos agendados e não conseguiu ajustar com as datas das gravações.

#### Filmagens
A segunda temporada começou a ser filmada na Irlanda em julho de 2021 e foi concluída em novembro de 2021. O Dublin Hellfire Club foi um dos locais de filmagens da temporada. A cena com Cowen e Best no episódio seis foi filmada com uma dublê de corpo. As falas de Farah foram reproduzidas por um enorme alto-falante, já que Best não estava presente no set naquele momento. Semanas depois, ela filmou suas próprias partes em Londres, diante de um chroma key, devido aos obstáculos relacionados à COVID. Houghton acrescentou: "As asas delas não são só asas. Elas são feitas de várias forças elementares, como água ou luz. Elas têm que voar e, no final, usar seus poderes mágicos para derrotar o vilão, que também tem um efeito mágico pelo corpo. Tinha todos esses elementos diferentes em uma cena que a gente teve que gravar em 2 ou 3 dias em um set, e depois colocar os efeitos de chroma key por cima." Ela também revelou: "Cada cena de efeito visual custa cerca de £ 310.000, dependendo da complexidade."
Cowen, que interpreta Bloom, disse: "Tudo está mais intenso. Através dos nossos figurinos, cabelo, maquiagem, nossas personagens estão mais confiantes e acabaram se destacando muito. Novos segredos vão ser revelados, e vai ser muito, muito incrível. Eu já vi alguns trechos e está bem cinematográfico. Estamos muito animadas." Mustapha, que interpreta Aisha, acrescentou: "Eu sinto que, nessa temporada, cada um tem sua própria história. Nem sempre estamos juntas, e acho que isso vai ser bem empolgante de assistir, porque eu não vi algumas das coisas que as outras fizeram."
Westhuysen, que interpreta Stella, revelou: "Às vezes, temos duas equipes diferentes trabalhando simultaneamente, então, em um único dia, podemos filmar cenas dos episódios 1, 2, 3, 4 e 5, alternando entre as duas equipes. Isso é um testemunho de quão brilhante é a equipe aqui." Applebaum, que interpreta Musa, disse: "Algumas das cenas de acrobacias que tive que fazer foram um pouco mais desafiadoras porque são coisas que eu nunca tinha feito antes. Definitivamente, é cansativo para o corpo. Eu chegava em casa e tomava um banho de sal Epsom toda vez que fazia uma dessas cenas, e depois já ia para a próxima."
Falando sobre as transformações das fadas no episódio final, Salt, que interpreta Terra, disse: "Foi muito divertido. Subir nas cordas e ter um cara de terno verde me girando com as mãos foi uma das coisas mais surreais que já aconteceram comigo, e eu aproveitei cada segundo." Thorp, que interpreta Riven, disse: "Passei muito tempo com a nossa equipe de dublês, que são fantásticos e todos muito experientes em artes marciais, direção de carros e luta com espadas." Sobre a cena de luta nas ruínas, ele comentou: "Foi incrível e épico filmar porque fizemos isso nessas ruínas antigas, no topo de uma colina. Antigamente, esse era o lugar onde o grupo Hellfire costumava se reunir, um culto antigo que tinha encontros na Irlanda."

#### Música
"Dark Side", de Neoni, foi usada no trailer da segunda temporada. "Wildest Dreams", de Taylor Swift, foi destacada em uma cena onde Bloom e Sky estão andando a cavalo em um campo.

### Cancelamento
Em 1º de novembro de 2022, Brian Young anunciou que a Netflix decidiu não encomendar outra temporada, deixando a série em um cliffhanger não resolvido.

## Recepção

### Resposta da crítica
O agregador de resenhas Rotten Tomatoes relatou uma taxa de aprovação de 40% com base em 20 análises, com uma classificação média de 5,2/10. O consenso crítico do site diz: "Raso, fraco e esquecível, Fate: The Winx Saga é um fracasso fantasioso que falha em capturar a magia de seu material de origem."
Caroline Framke, da Variety, criticou a série por confiar demais em clichês e escreveu que "Embora seja adaptado de um desenho animado sobre amigas, que era em grande parte voltado para pré-adolescentes, a série tira uma página da receita de Riverdale, dando a tudo uma camada de mistério e atração sexy." Joel Keller, do Decider, pediu ao público que pulasse a série, afirmando que: "Embora não haja nada inerentemente terrível em Fate: The Winx Saga, também não há nada que se destaque. Além disso, precisamos mesmo de mais um remake sombrio e pesado de uma série infantil amada?". Deirdre Molumby, da Entertainment.ie, elogiou o elenco, mas criticou o enredo e a baixa qualidade do CGI.
Petrana Radulovic, do Polygon, escreveu que "Fate: The Winx Saga cria uma trama envolvente e cheia de nuances. A construção do mundo é empolgante, oferecendo uma nova abordagem para o universo das fadas e dos Especialistas não mágicos da série animada." Melissa Camacho, da Common Sense Media, criticou a diversidade do elenco junto com a angústia adolescente retratada na série, mas escreveu que "Fate: The Winx Saga oferece um mundo de histórias que é fácil de gostar e fácil de se envolver, se você estiver procurando por um universo fantástico para explorar." Millie Mae Healy, do The Harvard Crimson, criticou fortemente a série por seu desvio do material de origem e afirmou que "sai do seu caminho para ser menos inclusivo e atraente do que o material de origem era" e chamou de "uma pura vergonha". Deyshna Pai, do UCSD Guardian, deu à série um "C+" e criticou o ritmo e o desenvolvimento de personagem.

### Audiência
A série alcançou a segunda posição na Nielsen Streaming Charts na semana de 25 de janeiro, com 918 milhões de minutos de visualizações, atrás apenas de Bridgerton com 936 milhões. Em 20 de abril de 2021, a Netflix informou que 57 milhões de assinantes assistiram à série nos primeiros 28 dias após seu lançamento.

### Controvérsia
A série sofreu reação contra a escalação de Applebaum como Musa, que foi codificada como sendo do Leste Asiático e cujo design da personagem foi baseado em Lucy Liu, bem como a aparente substituição de Flora, que foi codificada como latina e cujo design da personagem foi baseado em Jennifer Lopez, com uma nova personagem branca chamada Terra.
Em resposta à reação, Abigail Cowen disse que não estava envolvida na escalação do elenco, mas esperava que Flora fosse apresentada na segunda temporada, dizendo: "Acho que a diversidade tanto na frente quanto atrás das câmeras é vital e muito necessária em toda a indústria e internacionalmente. Então acho importante que tenhamos essas conversas." Brian Young disse que Terra é prima de Flora, deixando a inclusão de Flora na série uma possibilidade. Elisha Applebaum, que interpreta Musa, também abordou a polêmica. "É muito triste ver que os fãs ficaram chateados com a escolha do elenco. Eu não estava envolvida no processo de seleção, mas espero que o que eles viram e como eu interpretei Musa tenha agradado", disse Elisha ao Digital Spy.
Respondendo à reação negativa sobre o embranquecimento do elenco, Iginio Straffi afirmou que a Rainbow S.p.A. exigiu que a diversidade étnica de Winx Club fosse respeitada na adaptação para live-action, mas que foi a Netflix que optou por fazer escolhas de elenco diferentes.

## Histórias derivadas

### Romances
Em 2 de fevereiro de 2021, foi lançada uma romantização da primeira temporada, intitulada The Fairies' Path. Ela apresenta cenas bônus e histórias de personagens que não foram mostradas na série. Foi escrita pela autora irlandesa Sarah Rees Brennan sob o pseudônimo de Ava Corrigan.
Em 16 de agosto de 2022, outro romance, intitulado Lighting the Fire, foi lançado. Apresenta uma história original não vista na série, ambientada antes dos acontecimentos da primeira temporada. Foi novamente escrito por Sarah Rees Brennan, desta vez com seu nome verdadeiro.

### Romance gráfico
Em fevereiro de 2023, foi anunciado que o estúdio Rainbow havia feito uma parceria com a editora independente americana de quadrinhos Mad Cave Studios para publicar graphic novels baseados na marca Winx. Posteriormente, foi especificado que o selo de livros juvenis da Mad Cave, Maverick, publicaria uma série de romances gráficos dando continuidade à história de Fate: The Winx Saga, após seu cliffhanger não resolvido. O primeiro volume da série, intitulado Dark Destiny, escrito por Olivia Cuartero-Briggs e ilustrado por Christianne Gillenardo-Goudreau, foi lançado como e-book em 30 de julho de 2024 e em formato brochura em 13 de agosto. O segundo volume, intitulado The Shadow War, será lançado em 22 de julho de 2025. Cuartero-Briggs retornará para escrever a história, enquanto Valeria Peri assumirá a ilustração.